# PAGEOS
Der geodätische Satellit PAGEOS (Abk. für Passive Geodetic Satellite) war ein großer Ballonsatellit, der am 24. Juni 1966 für Zwecke des Satelliten-Weltnetzes mit einer Thor/Agena D-Rakete gestartet wurde.
Er hatte etwa 30,48 m Durchmesser, eine Masse von 56,7 kg und eine Bahnhöhe von rund 4000 km. Seine dünne Hülle aus Mylar wurde im Weltraum durch chemische Reaktionen aufgeblasen und hielt über mehrere Jahre ihre Gestalt trotz mehrerer Einschläge von Mikrometeoriten.
In den Jahren 1969 bis etwa 1972 wurden tausende Richtungsmessungen auf Fotoplatten durchgeführt, die auf 46 mobilen fotografischen Observatorien (Weltnetz-Stationen) und etwa 100 weitere Satellitenkameras entfielen. Das globale Vermessungsnetz wurde aus über 100 terrestrischen Messlinien zwischen den 46 Observatorien aufgebaut, indem jeweils zwei bis vier dieser Stationen den Satelliten PAGEOS simultan beobachteten. Diese spezielle Schnittmethode trägt den Namen Stellartriangulation.
PAGEOS war freiäugig deutlich sichtbar – anfangs von etwa 2 mag (ähnlich dem Polarstern), gegen Ende 3 mag bis 4 mag (als die Ballonhülle schon zusammenzufallen begann). Im Juli 1975 verglühte der Satellit in der hohen Atmosphäre.
Das Satelliten-Weltnetz (fertiggestellt 1973) verband erstmals alle Kontinente und einige Inseln mit einer Genauigkeit von etwa 5 Meter, was 10- bis 20-mal genauer als frühere Erdmessungen war.